# Morris Twenty-One
La Twenty-One è un'autovettura di lusso prodotta dalla Morris dal 1935 al 1936, che ha sostituito la Oxford Twenty.
La Twenty-One possedeva, come il modello antenato, un motore a sei cilindri in linea e valvole laterali, ma di cilindrata superiore, 2.916 cm³. La Twenty-One era disponibile con un solo tipo di carrozzeria, berlina quattro porte.
Dopo solo un anno di produzione, il modello venne sostituito dalla Twenty-Five che aveva, tra l'altro, un motore più potente.